# Hermann Goethe

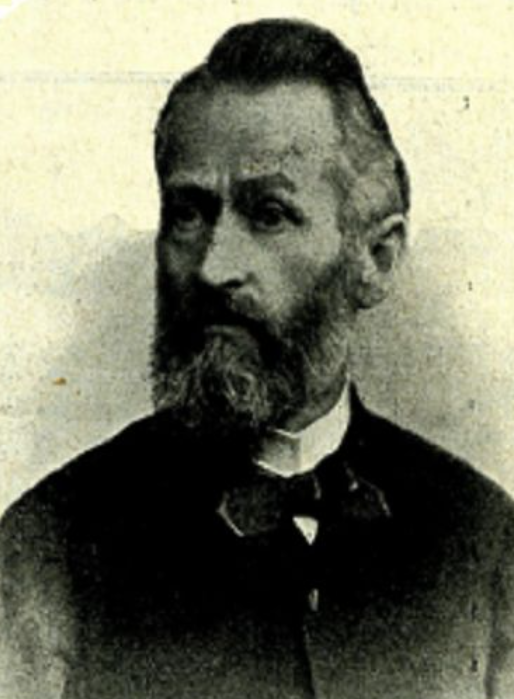
Hermann Goethe

Hermann Goethe (* 16. März 1837 in Naumburg/Saale; † 12. Mai 1911 in Baden bei Wien) war ein Fachmann für Weinbau, Pomologie und Önologie sowie Gründungsdirektor der Weinbauschule in Marburg an der Drau (heute Maribor).

## Leben
Nach der Gartenbaulehre in Erfurt besuchte Goethe die Königliche Agrarwissenschaftliche Akademie in Hohenheim, heute Universität Hohenheim. Seine praktischen Fähigkeiten vertiefte er 1860 als Obergärtner an der privaten Lehranstalt für Gartenbau, Obstkultur und Pomologie von Eduard Lucas in Reutlingen.
Goethe wurde Vorstand der landwirtschaftlichen Gartenbauschule in Obergorbitz bei Dresden und 1865 Lehrer für Gartenbau an der Großherzoglichen Schule für Obst- und Weinbau in Karlsruhe. Ab 1869 war er Leiter der pomologischen Gärten des Generalkonsuls Heinrich Eduard von Lade in Geisenheim, aus denen 1872 die Königlich Preussische Lehranstalt für Obst- und Weinbau, die heute noch bestehende Forschungsanstalt für Garten- und Weinbau, entstand.
Er gründete den Gartenbauverein für das Großherzogtum Baden und den Verband rheinischer Gartenbauvereine. 1871 ging er als Landeswanderlehrer nach Niederösterreich und wurde in demselben Jahre als Direktor der Landes-Obst- und Weinbauschule nach Marburg an der Drau (Steiermark) berufen, wo er bis 1883 weilte. Goethe gab unter anderem Fachliteratur über die Rebsortenkunde, die Ampelographische Berichte, heraus, die über die Grenzen der habsburgischen Monarchie hinaus Bedeutsamkeit erreichten, sowie einen Vorläufer der Zeitschrift Der Winzer. Er kreuzte auch in Maribor die interspezifische Unterlagsrebe (auch Goethe Nr. 9) zwischen Vitis riparia x Vitis rupestris.
1886 habilitierte er sich als Privatdozent an der neu gegründeten Universität für Bodenkultur Wien und wurde 1888 zum Vorsteher der biologischen Versuchsstation für Weinbau und zum Geschäftsleiter des Vereins zum Schutze des österreichischen Weinbaues in Baden bei Wien ernannt, dessen Vizepräsident er mindestens bis 1907 war.

## Schriften
- mit Rudolf Goethe: Atlas der Traubensorten. Leipzig, Manuskriptum, 2. Aufl. 2004.
- Handbuch der Ampelographie. Aufl. 1878 und 1887, Verlag P. Parey, Berlin.
- Denkschrift über die Culturmethoden der Reben zum Schutze gegen Phylloxera. 1878, Verlag von Leykam-Josefsthal.
- Die Reblaus. Eine volksthümliche Belehrung über die Eigenschaften und Lebensweise dieses gefährlichsten Rebfeindes mit Angabe der gegen denselben zu ergreifenden Maßregeln. Graz 1881 (Digitalisat).